# Revelations (album de Killing Joke)
Cet article concerne l'album homonyme du groupe Killing Joke. Pour l'album homonyme du groupe Audioslave, voir Revelations.
Pour les articles homonymes, voir Révélations.
Albums de Killing Joke
« HA » Fire Dances
Revelations est le troisième album studio du groupe de post-punk Killing Joke, sorti en 1982.
Quittant le style très violent et sombre des deux premiers opus, cet album laisse transpirer un sentiment d'étrangeté. Les morceaux semblent parfois décousus, se rapprochant presque du rock progressif. Les influences musicales sont nombreuses, allant du punk des origines du groupe à des rythmiques arabisantes (The Pandys are Coming).

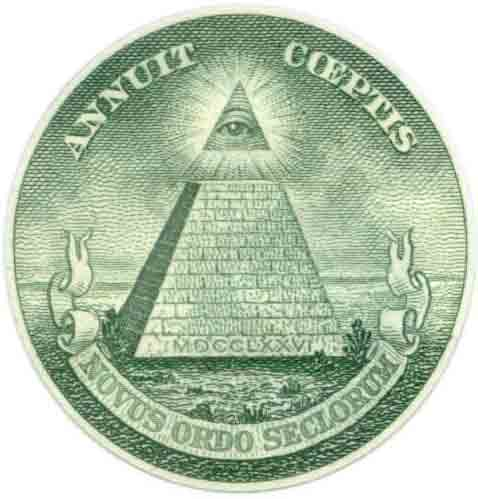
Symbole de l'œil surmontant la pyramide sur le billet de un dollar des États-Unis, repris sur la pochette de l'album.

On note la récurrence de thèmes occultes, tant dans les musiques et les textes que dans l'artwork. Par exemple, Land of Milk and Honey fait référence à la Terre promise de l'Ancien Testament, le dos de la couverture se pare de l'équerre et du compas maçonniques et le livret s'orne de détails tirés du billet de un dollar des États-Unis - pyramide tronquée à l'œil ouvert et devise latine : Novus Ordo Seclorum, référence indirecte aux Illuminati. Cette devise aux origines controversées constitue la première occurrence d'une locution latine plus ou moins cachée sur un album de Killing Joke, fait dont le groupe fait longtemps une sorte de tradition.
Dans un autre registre, les paroles de la chanson Land of Milk and Honey constituent une pique lancée à l'industrie du disque, qui mettait à l'époque une forte pression sur le groupe.
Revelations est un album politiquement et socialement engagé, empreint de mysticisme et lourd de symboles comme la plupart des œuvres du groupe. Si les textes le laissent moins sentir que d'autres opus plus explicites, l'ambiance générale dégagée par ce travail ne laisse aucun doute sur les intentions de Jaz Coleman lorsqu'il s'est attelé à la composition et à l'écriture.
Enfin, on note la participation comme producteur de Konrad "Conny" Plank, créateur, par le passé, du son Krautrock, et le choix durable fait par Geordie d'accorder sa Gibson ES-295 alors nouvellement acquise un ton plus bas que la normale.

## Liste des morceaux
1. The Hum
2. Empire Song
3. We Have Joy
4. Chop-Chop
5. The Pandys Are Coming
6. Chapter III
7. Have A Nice Day
8. Land Of Milk And Cum
9. Good Samaritan
10. Dregs